# Cratichneumon papilionariae
Cratichneumon papilionariae là một loài tò vò trong họ Ichneumonidae.